# Alice Voinescu
Alice Voinescu, née le 10 février 1885 à Drobeta-Turnu Severin et morte le 4 juin 1961 à Bucarest, est une écrivaine, essayiste, professeure d'université, critique de théâtre et traductrice roumaine. Elle est la première femme roumaine à devenir docteure en philosophie, ce qu'elle obtient à la Sorbonne en 1913. En 1922, elle devient professeure d'histoire théâtrale à l'Académie royale de musique et d'art dramatique de Bucarest, où elle enseigne pendant plus de deux décennies. En 1948, elle est finalement démise de ses fonctions et passe un an et sept mois dans les prisons de Jilava et Ghencea. Après sa libération, elle est maintenue en résidence surveillée dans le village de Costești, près de Târgu Frumos, jusqu'en 1954. À titre posthume, son journal intime couvrant l’histoire de la Roumanie entre l’entre-deux-guerres et le communisme est découvert et publié en 1997.

## Jeunesse
Alice Steriadi est née le 10 février 1885 à Turnu-Severin, dans le royaume de Roumanie, de Massinca (née Poenaru) et de Sterie Steriadi. Elle est l'une des trois filles de cette famille de la haute bourgeoisie, dirigée par son père, avocat formé à Paris. La famille de sa mère est issue de Petrache Poenaru, réformateur de l'éducation réputé, et le couple assure l'éducation de leurs filles en Europe occidentale. À l’âge de cinq ans, Steriadi est capable de lire le roumain et l’allemand. À l’âge de six ans, elle étudie le français. Elle étudie ensuite au lycée de Turnu-Severin avant de s'inscrire à l'université de Bucarest.
Après avoir obtenu son diplôme en 1908 de la Faculté de lettres et de philosophie de Bucarest, Steriadi entreprend une tournée universitaire en Europe, étudiant d'abord à l'université de Leipzig, avec Theodor Lipps et Johannes Volkelt, qui lui présentent le travail d'Hermann Cohen sur Emmanuel Kant. Elle se rend ensuite à Munich et en 1910, elle arrive à Paris pour étudier à la Sorbonne. Au printemps 1911, Steriadi se rendit à Marbourg, en Allemagne, où elle vérifie les cours donnés à l'université de Marburg avec Cohen. Elle poursuit ses études à Paris à la Sorbonne, où elle étudie auprès de Lucien Lévy-Bruhl. Elle obtient un doctorat avec distinction en philosophie en 1913, avec sa thèse couronnée de succès : L’interprétation de la doctrine de Kant par l’école de Marburg: une étude critique idéalisme.
Steriadi est la première femme roumaine à obtenir un doctorat en philosophie et reçoit une proposition pour poursuivre ses études aux États-Unis ou de rester à Paris pour y enseigner. Au lieu de cela, elle retourne en Roumanie en 1915 et épouse l'avocat Stelian Voinescu. Le mariage sera une union malheureuse. Elle rejoint l'Association chrétienne des femmes (roumain : Asociaţia Creştină a Femeilor (ACF)), qui a été fondée en 1919 par la reine Marie de Roumanie pour fournir divers programmes philanthropiques durant la période de l'entre-deux-guerres. L'organisation vise à fournir aux femmes roumaines des classes supérieures et moyennes des moyens de fournir une orientation morale et charitable en adoptant la caractérisation orthodoxe des femmes, en tant que mères empathiques capables de façonner le tissu social de la société par leur amour et leur dévouement.

## Carrière
Comme aucune femme ne peut enseigner à cette époque à l'université de Bucarest, en 1922, Voinescu rejoint la faculté du Conservatoire de musique et d'art dramatique, renommé Conservatoire royal en 1931. Elle donne des conférences sur l'esthétique, la théorie et l'histoire du théâtre. Elle commence à diffuser des programmes éducatifs à la radio en 1924. Entre 1928 et 1939, Voinescu se rend chaque année en France pour participer à des conférences organisées par Paul Desjardins à l'Abbaye de Pontigny. Les réunions rassemble des intellectuels internationaux pour évaluer l'avenir de l'Europe après la Première Guerre mondiale. Parmi ceux qu'elle rencontre se trouve Charles du Bos, Roger Martin du Gard, André Gide, Paul Langevin, André Malraux, François Mauriac et Jacques Rivière. Lors d'une de ces réunions en 1929, du Gard lui demande pourquoi elle ne tient pas de journal. À partir de ce moment-là, Voinescu devient diariste, enregistrant soigneusement les personnalités et les événements qu’elle rencontre au jour le jour bien qu’il y ait souvent de longs écarts entre les entrées.
Entre 1932 et 1942, elle fait une série de conférences à la radio sur la place des femmes dans la société roumaine. Parmi les sujets abordés, citons : Orientations dans l'éducation des femmes, La psychologie des travailleuses d'aujourd'hui, La psychologie de la jeunesse d'aujourd'hui, qui examinent si l'intellect et la féminité sont compatibles. Voinescu pense que l'éducation peut améliorer la capacité des femmes à être des agents de l'empathie et les aidants moraux de la société. Elle est aussi ambivalente vis-à-vis des groupes de femmes suivant les modèles occidentaux qui souhaite l'émancipation des femmes, car elle estime qu'ils ne tiennent pas compte de la réalité roumaine. Dans ses discours à la radio, elle averti que le fait de gommer les différences entre les sexes ferait en sorte que les femmes seraient limitées par une vision de l'identité masculine.
Voinescu commence à publier, avec des œuvres telles que Montaigne, omul şi opera (Montaigne, vie et travail, 1936) ; Aspecte din teatrul contemporain (Aspects du théâtre contemporain, 1941) et Eschil (Eschyle, 1946). Elle contribue également à Istoria filosofiei moderne (Histoire de la philosophie moderne, 1936) avec des travaux évaluant le scepticisme français et le néo-kantisme. Elle contribue au magazine Ideea europeană et écrit une chronique théâtrale pour Revista Fundațiilor Regale (en). Pendant ce même temps, elle commence également à enseigner à la School of Social Work, qui inspire une brochure intitulée Contribution à la psychologie dans l'Assistance sociale en Roumanie (1938) ainsi que la rédaction de critiques de théâtre. Tout en continuant à enseigner au Conservatoire royal, elle donne des cours à l'Institut français et à l'université libre de Bucarest. Entre 1939 et 1940, Voinescu prépare une publication sur quatre auteurs dramatiques discutant des œuvres de Paul Claudel, Luigi Pirandello, George Bernard Shaw et Frank Wedekind. Elle écrit également une condamnation de ceux qui avaient assassiné Nicolae Iorga. Son mari meurt en 1940 et après sa mort, les entrées de son journal le concernant en parle comme d'un confident, ce qu'elle n'a pas connu de son vivant en raison de ses nombreuses infidélités.
En 1948, sous le régime communiste naissant, Voinescu est forcée de prendre sa retraite. Pour faire face au stress, elle travaille sur Scrisori către fiul şi fiica mea (Lettres à mon fils et à ma fille), une œuvre fictive adressée aux enfants qu'elle n'a jamais eu. L'œuvre ne sera publiée qu'après sa mort. En 1951, elle est accusée d'être une monarchiste et d'avoir caché son soutien au roi Michael après son abdication forcée. Arrêté après avoir assisté à des conférences sur la résistance intellectuelle organisées par Petru Manoliu (en) à l'université libre, Voinescu est enfermée pendant un an au camp de Ghencea avant d'être envoyé à la prison de Jilava. Elle passe alors dix-neuf mois en prison, puis est maintenue en résidence surveillée dans un petit village de Costești, dans le comté d'Iași, dans le nord du pays, pendant une autre année. Le village est très isolé, impossible à atteindre sauf à cheval pendant les pluies de printemps et d'automne et avec des routes complètement impossibles à passer en hiver en raison du blizzard. Il est même interdit à Voinescu de se rendre à l'église pour limiter ses contacts avec les gens. Ses amis, tels que Petru Groza, Mihail Jora et Tudor Vianu, interviennent auprès des autorités pour obtenir sa libération avec une petite pension.
De retour chez lui en 1954, Voinescu travaille comme traductrice littéraire pour des œuvres telles que Michael Kohlhaas de Heinrich von Kleist et de nouvelles de Thomas Mann. Le travail la tient occupée et n'a probablement pas les mêmes répercussions politiques que la création de ses propres œuvres. En 1960 et 1961, elle collabore à Întâlnire cu eroi din literatură ti teatru (Rencontres avec des héros dans la littérature et le drame) et il lui est parfois demandé de faire des traductions pour ses collègues.

## Mort et héritage

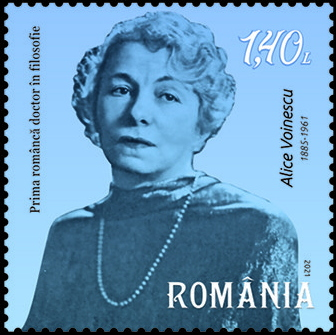
Timbre roumain à l'image d'Alice Voinescu.

Voinescu meurt dans la nuit du 3 au 4 juin 1961. En 1983, la maison d'édition Eminescu publie Tragic Heroes, édité par Valeriu Râpeanu, puis en 1994, Scrisori către fiul şi fiica mea. En 1997, Maria Ana Murnu édite et publie avec Editura Albatros les journaux redécouverts de Voinescu, qui sont réédités en 2013 par Biblioteca Polirom. The Journal comprend des notes sur des personnalités culturelles de l'entre-deux-guerres et de l'après-guerre ; ses relations avec les autres, en particulier ses interactions avec les villageois pendant son exil forcé ; et ses réflexions sur des questions historiques et sociales pendant la période occultée par l'agenda politique. Elle raconte avec franchise ses expériences, telles que son horreur de l'antisémitisme et de la propagande justifiant les confiscations du gouvernement et la nationalisation des propriétés de Juifs roumains, tout en se demandant si elle pourrait obtenir l'une de ces maisons pour atténuer les difficultés financières dans lequel la mort de son mari l'a laissée. Elle décrie aussi la persécution des Roms et ses frustrations face à la vulnérabilité des femmes à cause des restrictions sociétales. Scrisori din Costești (Lettres de Costești), rédigée lors de sa détention à domicile, est publié en 2001.